# بيل بيس
بيل بيس (بالإنجليزية: Bill Pace)‏ هو لاعب كرة قدم أمريكية أمريكي، ولد في 14 فبراير 1932 في Douthat, Oklahoma ‏ في الولايات المتحدة، وتوفي في 14 مايو 1990 في ناشفيل في الولايات المتحدة.